# Pronoé
Pour l'Océanide, voir Pronoia (nymphe).
Dans la mythologie grecque, Pronoé (en grec ancien Προνόη / Pronóê) est une Néréide, fille de Nérée et de Doris, citée par Hésiode dans sa liste de Néréides. Elle est parfois confondue avec l'Océanide Pronoia (en grec ancien πρόνοιᾰ / Prónoia), épouse de Prométhée.

## Étymologie et fonction
Pronoé (Προνόη]) est un emprunt au grec ancien πρόνοιᾰ (prónoia, «prescience, prévoyance; providence; forme de concession de terre»), à partir de πρόνοος (prónoos, «prudent, prudent») + -η (-e, suffixe formant les noms). πρόνοος est lui-même un dérivé de προ- (pro, préfixe indiquant une sortie) + νόος (nóos, «l'esprit; acte de l'esprit»). 
Pronoé est donc la Néréide de la Prévoyance.

## Famille
Ses parents sont le dieu marin primitif Nérée, surnommé le vieillard de la mer, et l'océanide Doris. Elle est l'une de leur multiples filles, les Néréides, généralement au nombre de cinquante, et a un unique frère, Néritès. Pontos (le Flot) et Gaïa (la Terre) sont ses grands-parents paternels, Océan et Téthys ses grands-parents maternels.

## Évocation moderne

### Zoologie
Le genre de crustacés des Pronoe tient son nom de la Néréide ou de l'Océanide.